# Lactuca
Lactuca  L. 1753 è un genere di piante angiosperme dicotiledoni della famiglia delle Asteraceae.

## Etimologia
Il nome del genere (Lactuca) deriva dall'abbondanza di sacchi lattiginosi contenuti in queste piante (una linfa lattea nel gambo e nelle radici).

Il nome scientifico del genere è stato proposto da Carl von Linné (1707 – 1778) biologo e scrittore svedese, considerato il padre della moderna classificazione scientifica degli organismi viventi, nella pubblicazione "Species Plantarum" (Sp. Pl. 2: 795) del 1753.

## Descrizione

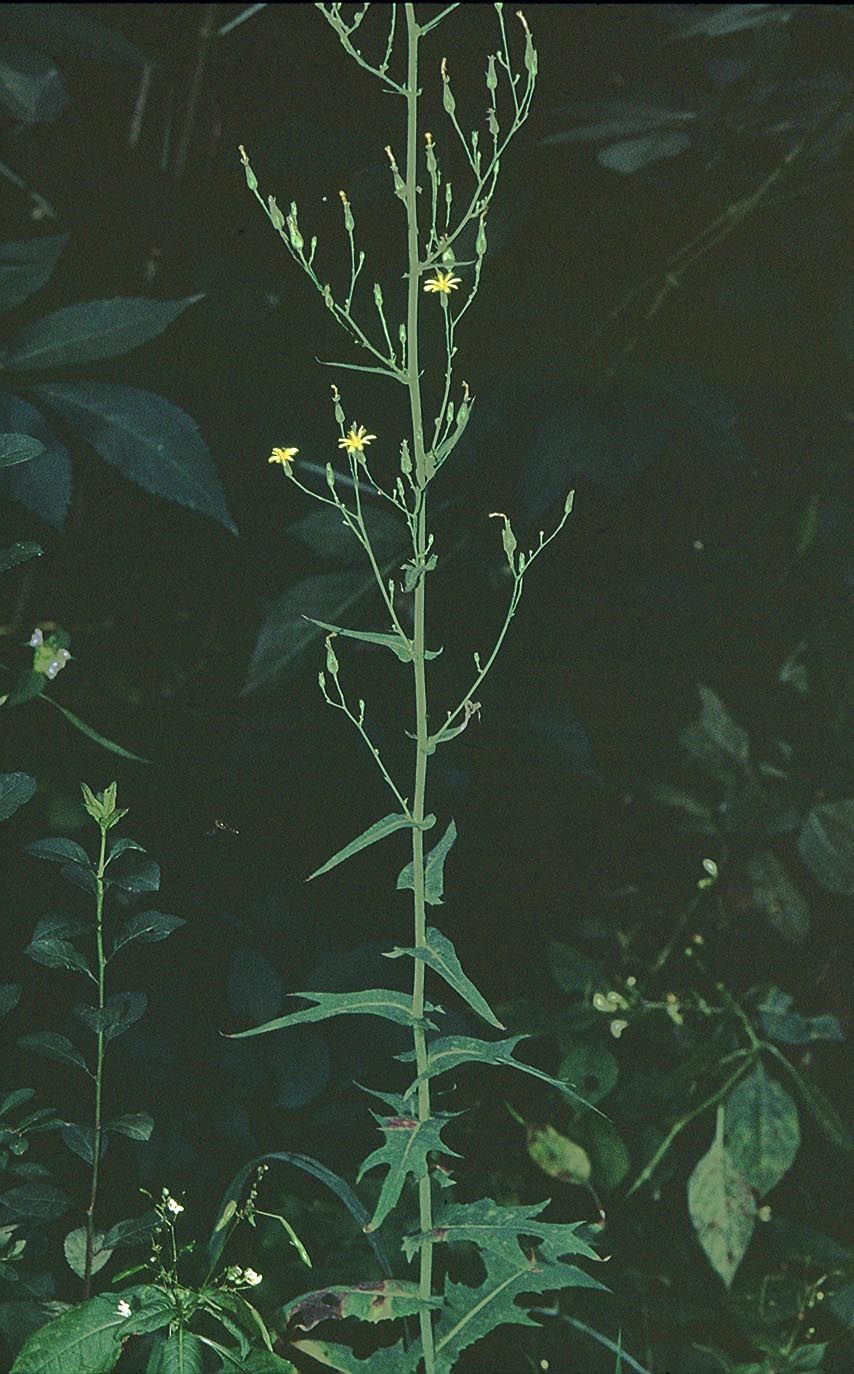
Il portamento
Lactuca quercina

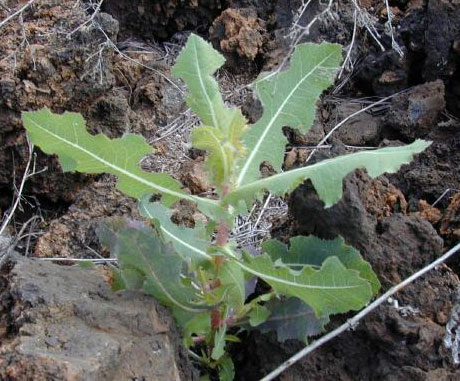
Le foglie
Lactuca serriola

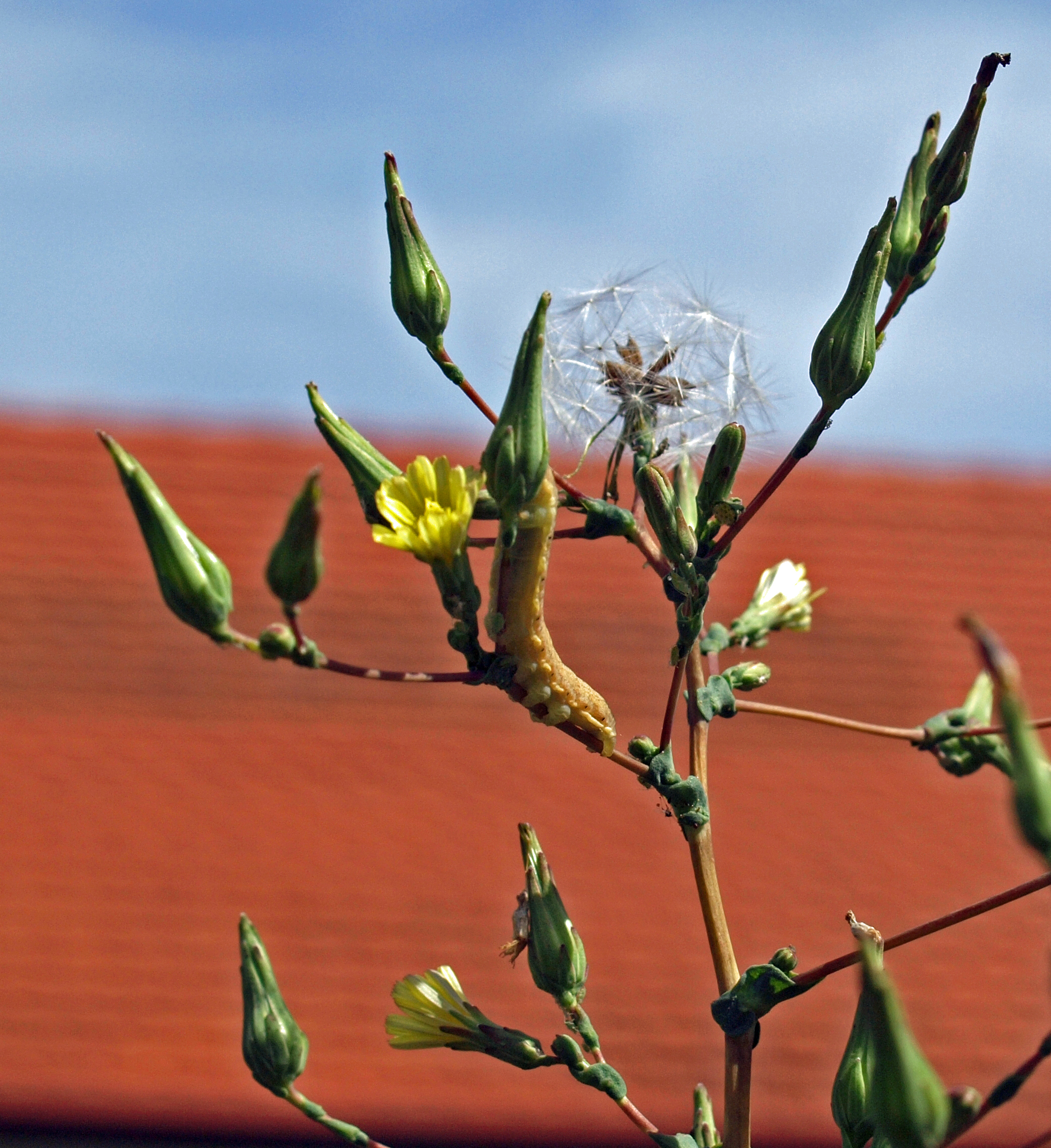
Infiorescenza
Lactuca serriola

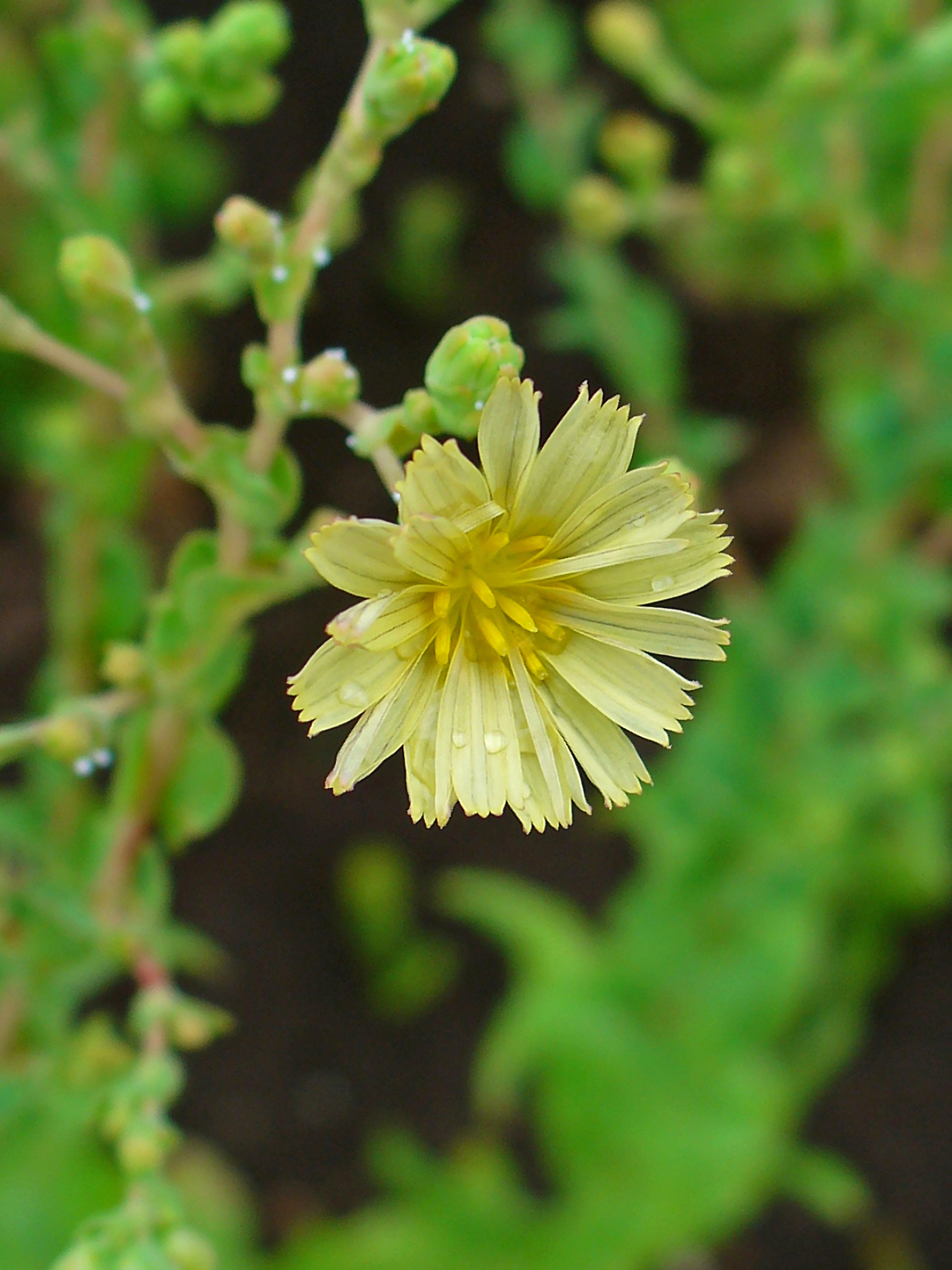
Il capolino con i fiori ligulati
Lactuca sativa

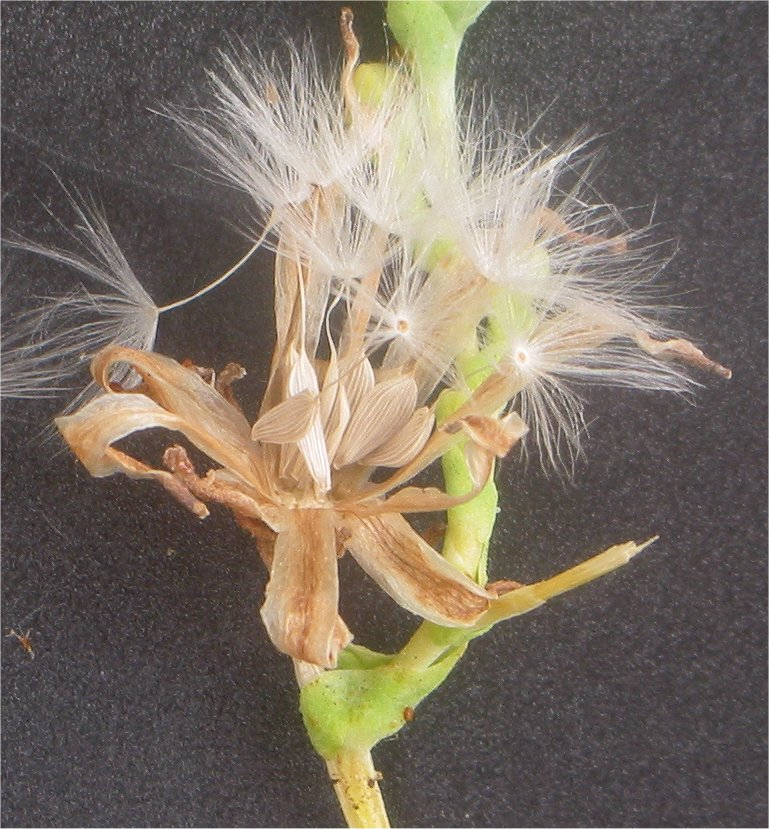
Il frutto achenio con il pappo
Lactuca sativa

Habitus. La forma biologica prevalente è emicriptofita bienne (H bienn), ossia sono piante erbacee, a ciclo biologico bienne, con gemme svernanti al livello del suolo e protette dalla lettiera o dalla neve. Sono comunque presenti anche specie con ciclo biologico perenne o annuale. Raramente sono erbe arrampicanti o subarbustive (solo Lactuca orientalis della Cina). Negli organi interni sono presenti dei canali laticiferi.
Fusto. La parte aerea del fusto è ascendente ed eretta con la ramosità sviluppata soprattutto nella parte distale. La parte basale può essere lignificata. La superficie in genere è glabra, ma anche pelosa (da ispida a setolosa). Le radici solitamente sono dei grossi fittoni carnosi. L'altezza delle specie di questo genere può variare tra i 10 e i 180 cm (massimo 450 cm).
Foglie. Le foglie si dividono in basali o radicali (queste ultime formano una rosetta basale) e cauline. Lungo il caule sono disposte in modo alterno. Quelle basali sono più grandi, quelle cauline sono progressivamente più piccole. Le foglie sono piuttosto rigide con delle lamine che variano da forme intere (a contorno da lanceolato a ovato) a lobate (con 3 - 6 coppie di lobi). A volte i lobi sono ridotti a delle lacinie sottili. I bordi possono essere seghettati e setoloso-spinosi (con lunghe e grosse ciglia). La superficie è normalmente glabra e di colore verde (possono essere presenti dei riflessi glauci). In alcune specie alla base sono presenti due orecchiette. Le foglie sono sia picciolate che sessili (a volte sono amplessicauli).
Infiorescenza. Le infiorescenze sono composte da 8 - 25 (massimo 40) capolini sessili o peduncolati disposti in pannocchie piramidali (o corimbose) oppure su lunghi rami indivisi. I peduncoli sono ingrossati (3 – 5 mm di diametro). I capolini sono formati da un involucro piriforme (o cilindrico, fusiforme, conico o campanulato) composto da 5 - 13 brattee (o squame) disposte su 2 - 4 serie in modo embricato o spiralato, all'interno delle quali un ricettacolo fa da base ai fiori ligulati. Può essere presente un calice basale formato da 3 - 10 brattee con forme da deltate a lanceolate disposte su 2 - 3 serie (a volte si sovrappongono alle squame vere e proprie dell'involucro). Le squame dell'involucro hanno una forma da lanceolato-lineare a ovata; i margini sono scariosi, l'apice è acuto (o ottuso) e alla fruttificazione possono essere riflesse; la superficie può essere sia glabra che pelosa. Il ricettacolo, piatto o convesso, è nudo, ossia privo delle pagliette a protezione della base dei fiori. Diametro del capolino: 8 – 40 mm. Diametro dell'involucro: 2 – 5 mm.
Fiori. I fiori, da 6 a 50 per capolino, sono tutti del tipo ligulato (il tipo tubuloso, i fiori del disco, presente nella maggioranza delle Asteraceae, qui è assente), sono tetra-ciclici (ossia sono presenti 4 verticilli: calice – corolla – androceo – gineceo) e pentameri (ogni verticillo ha 5 elementi). I fiori sono ermafroditi e zigomorfi.
- Formula fiorale:

*/x K {\displaystyle \infty }, [C (5), A (5)], G 2 (infero), achenio
- Calice: i sepali del calice sono ridotti ad una coroncina di squame.
- Corolla:  le corolle sono formate da una ligula terminante con 5 denti; la corolla è colorata di giallo, blu chiaro, violetto o bianco. Le ligule sono lunghe 8 – 25 mm.
- Androceo: gli stami sono 5 con filamenti liberi, mentre le antere sono saldate in un manicotto (o tubo) circondante lo stilo.[15] Le antere alla base sono acute. Il polline è tricolporato.[16]
- Gineceo: lo stilo è filiforme con peli sul lato inferiore; gli stigmi dello stilo sono due divergenti. L'ovario è infero uniloculare formato da 2 carpelli.

Frutti. I frutti sono degli acheni con pappo. La forma è fusiforme-compressi con una forma da ovoide a lanceolata improvvisamente ristretta verso l'alto in un becco; sono colorati di nero o grigio plumbeo, setolosi nella parte alta e con la superficie solcata da diverse nervature o coste (12 , ma a volte fino a 14) e con due nervature laterali più evidenti. Il becco è filiforme, chiaro (biancastro) più lungo del corpo dell'achenio. Il pappo è formato da setole capillari bianche (o gialle) caduche, lisce o scabre.

## Biologia
- Impollinazione: l'impollinazione avviene tramite insetti (impollinazione entomogama tramite farfalle diurne e notturne).
- Riproduzione: la fecondazione avviene fondamentalmente tramite l'impollinazione dei fiori (vedi sopra).
- Dispersione: i semi (gli acheni) cadendo a terra sono successivamente dispersi soprattutto da insetti tipo formiche (disseminazione mirmecoria). In questo tipo di piante avviene anche un altro tipo di dispersione: zoocoria. Infatti gli uncini delle brattee dell'involucro si agganciano ai peli degli animali di passaggio disperdendo così anche su lunghe distanze i semi della pianta..

## Distribuzione e habitat
In Italia questo genere è relativamente comune su tutto il territorio. Fuori dall'Italia le varie specie di lattuga sono distribuite soprattutto nell'Emisfero boreale (Europa e Asia - fino in Nuova Guinea); poche specie appartengono alla flora spontanea Nordamericana (Messico) e all'Africa (sia settentrionale che meridionale). Le lattughe sono estremamente capaci di adattarsi alle varie condizioni climatiche della zona temperata dalle stazioni della pianura a quelle della montagna sino al limite dei boschi di conifere. In particolare come habitat prediligono le rupi ombrose, i pendii aridi o le pareti umide secondo la specie; ma anche i vigneti, gli incolti, i boschi steppici, le radure a cespuglieti, o le aree lungo le vie.

## Tassonomia
La famiglia di appartenenza di questa voce (Asteraceae o Compositae, nomen conservandum) probabilmente originaria del Sud America, è la più numerosa del mondo vegetale, comprende oltre 23.000 specie distribuite su 1.535 generi, oppure 22.750 specie e 1.530 generi secondo altre fonti (una delle checklist più aggiornata elenca fino a 1.679 generi). La famiglia attualmente (2021) è divisa in 16 sottofamiglie.

### Tassonomia delle specie
Nell'ambito delle specie spontanee italiane le lattughe selvatiche si usano suddividere in due sezioni principali e alcune secondarie:
- sezione Scariola: caratterizzata dall'involucro formato da 2 - 4 serie di squame disposte in modo embricato e da infiorescenze con 8 - 10 e più capolini;

- sottosezione Cyaniacae: corolle colorate di azzurro, porpora o bianco; acheni quasi sempre con una costa per lato;
- sottosezione Xanthinae: corolle colorate di giallo o giallognolo con eventualmente sfumature violacee all'esterno; acheni con 5 - 9 coste per lato.

In passato era presente anche la sezione Mycelis (con l'involucro uniseriato e infiorescenze con al massimo 5 capolini; i questo caso alla base dell'involucro sono presenti delle minutissime squamette), che attualmente è descritta all'interno del genere Cicerbita. Queste distinzioni sono usate soprattutto nell'orticoltura per riconoscere le varie specie e non hanno valore tassonomico.
Da un punto di vista tassonomico più generale questo gruppo viene suddiviso in sezioni. Qui sotto sono riportate le sezioni tradizionalmente più importanti con alcune specie significative:
- Sezione Lactuca subsect. Lactuca: L. sativa, L. serriola, L. aculeata, L. saligna e L. virosa;
- Sezione Lactuca subsect. Cyanicae DC.: L. tenerrima e L. perennis;
- Sezione Mulgedium (Cass.) C.B. Clarke: L. tatarica e L. sibirica;
- Sezione Lactucopsis (Schultz-Bip ex Vis. et Panc.): L. quercina;
- Sezione Phaenixopus (Cass.) Benth.: L. viminea;
- Sezione Tuberosae Boiss.: L. indica.

### Filogenesi
Il genere di questa voce appartiene alla sottotribù Lactucinae della tribù Cichorieae (unica tribù della sottofamiglia Cichorioideae). In base ai dati filogenetici la sottofamiglia Cichorioideae è il terz'ultimo gruppo che si è separato dal nucleo delle Asteraceae (gli ultimi due sono Corymbioideae e Asteroideae). La sottotribù Lactucinae fa parte del "quarto" clade della tribù; in questo clade è in posizione "basale" vicina alla sottotribù Hyoseridinae.
I caratteri più distintivi per questa sottotribù (e quindi per i suoi generi) sono:
- gli acheni spesso sono compressi con una quindicina di costolature;
- alla base gli acheni sono inseriti in un piccolo e liscio anello (carpoforo);
- il pappo ha una struttura omogenea;
- l'origine delle specie è prevalentemente del Vecchio Mondo (Mediterraneo e Himalaya).

La struttura filogenetica della sottotribù è ancora in fase di studio e completamento. Provvisoriamente è stata suddivisa in 10 lignaggi. Il genere di questa voce appartiene al "Lactuca lineage". Il genere nell'ambito della sottotribù occupa una posizione politomica insieme ai lignaggi Melanoseris - Notoseris - Paraprenanthes (questa politomia rappresenta il "core" della sottotribù). Lactuca è uno degli ultimi gruppi che si è diversificato tra i 19 e 11 milioni di anni fa.
La circoscrizione di questo genere è da considerarsi provvisoria e in futuro potrebbe subire delle riduzioni. Sono in corso di completamento alcuni studi morfologico-molecolari e filogenetici sulla sottotribù Lactucinae che dovrebbero chiarire sia la posizione del genere Lactuca all'interno della sottotribù che la sua struttura interna.
Il "lignaggio Lactuca" è composto da nove subcladi terminali ben supportati, che si raggruppano in tre cladi principali. La tabella sottostante evidenzia questa classificazione,
| Clade   | Subclade    | Specie | Distribuzione                                       | Età di radiazione (milioni di anni fa) | Numero cromosomico            | Posizione nella filogenesi                                        |
| ------- | ----------- | --- | --------------------------------------------------- | -------------------------------------- | ----------------------------- | ----------------------------------------------------------------- |
| Clade A |             | L. aurea, L. glareosa, L. variabilis e altre specie                                                                                          | Mediterraneo nord-est                               | 3,3 e 2,4                              | 2n = 16                       | Questo clade è "fratello" del resto della Lactuca                 |
| Clade B | Subclade B1 | L. indica e i suoi alleati | Asiatica orientale                                  | 8,1 - 6,5                              | 2n = 18                       | Con il subclade B2 forma un "gruppo fratello"                     |
| Clade B | Subclade B2 | L. serriola, L. sativa, L. virosa, L. georgica, L. saligna, i gruppi di L. viminea, L. quercina e L. oblongifolia, L. sibirica e L. tatarica | Sud-est europea / mediterranea / sud-ovest asiatica | 6,1                                    | 2n = 18                       | Con il subclade B1 forma un "gruppo fratello"                     |
| Clade C | Subclade C1 | Gruppo L. racemosa-L. macrophylla | Sud-ovest asiatica                                  | 8,2                                    | 2n = 16                       | Questo subclade è "fratello di una politomia degli altri subcladi |
| Clade C | Subclade C2 | L. picridiformis (sinonimo = Cephalorrhynchus picridiformis (Boiss.) Tuisl)                                                                  | Areae afgano                                        | 6,9                                    | 2n = 16                       | Politomico con i subcladi C3-C4-C5/C6                             |
| Clade C | Subclade C3 | L. perennis e altre | Mediterraneo orientale e Asia sud-occidentale       | 7,4 - 6,9                              | 2n = 18                       | Politomico con i subcladi C2-C4-C5/C6                             |
| Clade C | Subclade C4 | Gruppo L. plumieri-L. graminifolia | Europa occidentale / Nord America                   | 7,3 - 5,4                              | 2n = 16 e 34 (allopoliploide) | Politomico con i subcladi C2-C3-C5/C6                             |
| Clade C | Subclade C5 | L. inermis e L. tenerrima | Africa / Asia sud-ovest/- Mediterraneo              | 1,9 - 1,5                              | 2n = 16                       | Con il subclade C6 forma un "gruppo fratello"                     |
| Clade C | Subcade C6  | L. tuberosa, L. dissecta e altre | Mediterraneo / Asia sud-orientale                   | 6,4                                    | 2n = 16                       | Con il subclade C5 forma un "gruppo fratello"                     |

Il cladogramma seguente, tratto dalla ricerca citata e semplificato, mostra in sintesi la struttura filogenetica del genere secondo gli ultimi studi (sono indicate solamente alcune specie più significative).
|  | Subclade C2 (L. picridiformis)                                                                                    |
|  | |
|  | Subclade C3 (L. perennis)                                                                                         |
|  | |
|  | Subclade C4 ( L. plumieri, L. graminifolia)                                                                       |
|  | |
|  | \| \| Subclade C5 (L. inermis, L. tenerrima) \| \| \| \| \| \| Subclade C6 (L. tuberosa, L. dissecta) \| \| \| \| |
|  | |
|  | Subclade C5 (L. inermis, L. tenerrima)                                                                            |
|  | |
|  | Subclade C6 (L. tuberosa, L. dissecta)                                                                            |
|  | |

|  | Subclade C5 (L. inermis, L. tenerrima) |
|  |                                        |
|  | Subclade C6 (L. tuberosa, L. dissecta) |
|  |                                        |

|  | Subclade C2 (L. picridiformis)                                                                                    |
|  | |
|  | Subclade C3 (L. perennis)                                                                                         |
|  | |
|  | Subclade C4 ( L. plumieri, L. graminifolia)                                                                       |
|  | |
|  | \| \| Subclade C5 (L. inermis, L. tenerrima) \| \| \| \| \| \| Subclade C6 (L. tuberosa, L. dissecta) \| \| \| \| |
|  | |
|  | Subclade C5 (L. inermis, L. tenerrima)                                                                            |
|  | |
|  | Subclade C6 (L. tuberosa, L. dissecta)                                                                            |
|  | |

|  | Subclade C5 (L. inermis, L. tenerrima) |
|  |                                        |
|  | Subclade C6 (L. tuberosa, L. dissecta) |
|  |                                        |

|  | Subclade B1 (L. indica)                                      |
|  |                                                              |
|  | Subclade B2 (L. serriola, L. sativa, L. virosa, L. georgica) |
|  |                                                              |

|  | Subclade C2 (L. picridiformis)                                                                                    |
|  | |
|  | Subclade C3 (L. perennis)                                                                                         |
|  | |
|  | Subclade C4 ( L. plumieri, L. graminifolia)                                                                       |
|  | |
|  | \| \| Subclade C5 (L. inermis, L. tenerrima) \| \| \| \| \| \| Subclade C6 (L. tuberosa, L. dissecta) \| \| \| \| |
|  | |
|  | Subclade C5 (L. inermis, L. tenerrima)                                                                            |
|  | |
|  | Subclade C6 (L. tuberosa, L. dissecta)                                                                            |
|  | |

|  | Subclade C5 (L. inermis, L. tenerrima) |
|  |                                        |
|  | Subclade C6 (L. tuberosa, L. dissecta) |
|  |                                        |

|  | Subclade C2 (L. picridiformis)                                                                                    |
|  | |
|  | Subclade C3 (L. perennis)                                                                                         |
|  | |
|  | Subclade C4 ( L. plumieri, L. graminifolia)                                                                       |
|  | |
|  | \| \| Subclade C5 (L. inermis, L. tenerrima) \| \| \| \| \| \| Subclade C6 (L. tuberosa, L. dissecta) \| \| \| \| |
|  | |
|  | Subclade C5 (L. inermis, L. tenerrima)                                                                            |
|  | |
|  | Subclade C6 (L. tuberosa, L. dissecta)                                                                            |
|  | |

|  | Subclade C5 (L. inermis, L. tenerrima) |
|  |                                        |
|  | Subclade C6 (L. tuberosa, L. dissecta) |
|  |                                        |

|  | Subclade B1 (L. indica)                                      |
|  |                                                              |
|  | Subclade B2 (L. serriola, L. sativa, L. virosa, L. georgica) |
|  |                                                              |

|  | Subclade C2 (L. picridiformis)                                                                                    |
|  | |
|  | Subclade C3 (L. perennis)                                                                                         |
|  | |
|  | Subclade C4 ( L. plumieri, L. graminifolia)                                                                       |
|  | |
|  | \| \| Subclade C5 (L. inermis, L. tenerrima) \| \| \| \| \| \| Subclade C6 (L. tuberosa, L. dissecta) \| \| \| \| |
|  | |
|  | Subclade C5 (L. inermis, L. tenerrima)                                                                            |
|  | |
|  | Subclade C6 (L. tuberosa, L. dissecta)                                                                            |
|  | |

|  | Subclade C5 (L. inermis, L. tenerrima) |
|  |                                        |
|  | Subclade C6 (L. tuberosa, L. dissecta) |
|  |                                        |

|  | Subclade C2 (L. picridiformis)                                                                                    |
|  | |
|  | Subclade C3 (L. perennis)                                                                                         |
|  | |
|  | Subclade C4 ( L. plumieri, L. graminifolia)                                                                       |
|  | |
|  | \| \| Subclade C5 (L. inermis, L. tenerrima) \| \| \| \| \| \| Subclade C6 (L. tuberosa, L. dissecta) \| \| \| \| |
|  | |
|  | Subclade C5 (L. inermis, L. tenerrima)                                                                            |
|  | |
|  | Subclade C6 (L. tuberosa, L. dissecta)                                                                            |
|  | |

|  | Subclade C5 (L. inermis, L. tenerrima) |
|  |                                        |
|  | Subclade C6 (L. tuberosa, L. dissecta) |
|  |                                        |

|  | Subclade B1 (L. indica)                                      |
|  |                                                              |
|  | Subclade B2 (L. serriola, L. sativa, L. virosa, L. georgica) |
|  |                                                              |

|  | Subclade C2 (L. picridiformis)                                                                                    |
|  | |
|  | Subclade C3 (L. perennis)                                                                                         |
|  | |
|  | Subclade C4 ( L. plumieri, L. graminifolia)                                                                       |
|  | |
|  | \| \| Subclade C5 (L. inermis, L. tenerrima) \| \| \| \| \| \| Subclade C6 (L. tuberosa, L. dissecta) \| \| \| \| |
|  | |
|  | Subclade C5 (L. inermis, L. tenerrima)                                                                            |
|  | |
|  | Subclade C6 (L. tuberosa, L. dissecta)                                                                            |
|  | |

|  | Subclade C5 (L. inermis, L. tenerrima) |
|  |                                        |
|  | Subclade C6 (L. tuberosa, L. dissecta) |
|  |                                        |

|  | Subclade C2 (L. picridiformis)                                                                                    |
|  | |
|  | Subclade C3 (L. perennis)                                                                                         |
|  | |
|  | Subclade C4 ( L. plumieri, L. graminifolia)                                                                       |
|  | |
|  | \| \| Subclade C5 (L. inermis, L. tenerrima) \| \| \| \| \| \| Subclade C6 (L. tuberosa, L. dissecta) \| \| \| \| |
|  | |
|  | Subclade C5 (L. inermis, L. tenerrima)                                                                            |
|  | |
|  | Subclade C6 (L. tuberosa, L. dissecta)                                                                            |
|  | |

|  | Subclade C5 (L. inermis, L. tenerrima) |
|  |                                        |
|  | Subclade C6 (L. tuberosa, L. dissecta) |
|  |                                        |

|  | Subclade B1 (L. indica)                                      |
|  |                                                              |
|  | Subclade B2 (L. serriola, L. sativa, L. virosa, L. georgica) |
|  |                                                              |

Elenco delle 64 specie, per il genere Lactuca, proposte in questo studio:
L.  acanthifolia

L.  aculeata

L.  adenophora

L.  alatipes

L.  alpestris

L.  amaurophyton

L.  anatolica

L.  aurea

L.  azerbaijanica

L.  biennis

L.  boissieri

L.  brachyrrhyncha

L.  canadensis

L.  chitralensis

L.  deltoidea

L.  dissecta

L.  dolichophylla

L.  erostrata

L.  fenzlii

L.  floridana

L.  formosana

L.  georgica

L.  glareosa

L.  glauciifolia

L.  gorganica

L.  gracilipetiolata

L.  graminifolia

L.  hirsuta

L.  indica

L.  inermis

L.  intricata

L.  leucoclada

L.  longidentata

L.  ludoviciana

L.  macrophylla

L.  mulgedioides

L.  oblongifolia

L.  olgae

L.  orientalis

L.  palmensis

L.  perennis

L.  picridiformis

L.  plumieri

L.  quercina

L.  racemosa

L.  raddeana

L.  reviersii

L.  saligna

L.  sativa

L.  scarioloides

L.  serriola

L.  sibirica

L.  spinidens

L.  tatarica

L.  tenerrima

L.  tetrantha

L.  triangulata

L.  tuberosa

L.  undulata

L.  variabilis

L.  viminea

L.  virosa

L.  watsoniana

L.  winkleri

L'elenco seguente (in link) rappresenta la composizione tradizionale del genere di questa voce (116 specie): Specie di Lactuca.
I caratteri distintivi per le specie di questo genere sono:
- il portamento delle specie è perenne rizomatoso;
- gli acheni hanno un visibile becco apicale (il becco è diverso per colori e superficie dal resto dell'achenio);
- gli acheni hanno 12 costole ineguali;
- gli acheni sono più o meno fortemente compressi con i margini delle costole spesso gonfiate.

Il numero cromosomico delle specie di questo genere varia da 2n = 12 a 2n = 34. Sono presenti individui diploidi, triploidi e tetraploidi.

### Specie spontanee italiane
Per meglio comprendere ed individuare le varie specie del genere (solamente per le specie spontanee della flora italiana) l'elenco seguente utilizza in parte il sistema delle chiavi analitiche (vengono cioè indicate solamente quelle caratteristiche utili a distingue una specie dall'altra)
- 1A: gli acheni hanno il becco;

- 2A: i fiori sono colorati di giallo;

- 3A: il colore degli acheni varia da nero a nerastro;

- 4A: le foglie sono decorrenti lungo il fusto;

Lactuca longidentata DC. - Lattuga del Montalbo: la parte centrale indivisa delle foglie è larga 2 - 6 cm; i bordi delle foglie sono provvisti di sottili denti; le brattee dell'involucro hanno una forma lanceolato-cuoriforme; il becco degli acheni è lungo 1/3 della lunghezza del corpo dell'achenio stesso; l'altezza varia da 4 a 6 dm; il ciclo biologico è bienne; la forma biologica è emicriptofita bienne (H bienn); il tipo corologico è Endemico; l'habitat tipico sono le rupi ombrose e le pareti umide; la distribuzione sul territorio italiano è relativa alla sola Sardegna fino ad un'altitudine compresa tra 200 e 1.000 m s.l.m..
Lactuca viminea (L.) Presl. - Lattuga alata: le foglie sono completamente divise in lacinie lineari; le brattee dell'involucro hanno una forma lineare; il becco degli acheni è lungo come il corpo dell'achenio stesso; l'altezza varia da 3 a 6 dm; il ciclo biologico è bienne; la forma biologica è emicriptofita bienne (H bienn); il tipo corologico è Euri-Mediterraneo / Ovest Asiatico (Subpontico); l'habitat tipico sono i pendii aridi e sassosi, le vigne e gli incolti; la distribuzione sul territorio italiano è relativa al Centro e Sud (al Nord manca nella parte centrale) fino ad un'altitudine di 1.900 m s.l.m..
- 4B: le foglie non sono decorrenti lungo il fusto;

Lactuca quercina L. - Lattuga saettona: il becco dell'achenio è lungo 1/2 - 1/3 del corpo; l'altezza varia da 5 a 20 dm; il ciclo biologico è bienne; la forma biologica è emicriptofita bienne (H bienn); il tipo corologico è Sud Est Europeo - Caucasico (Subpontico); l'habitat tipico sono i boschi steppici, le radure e i cespuglieti; la distribuzione sul territorio italiano è al Nord-Ovest e al Nord-Est fino ad un'altitudine compresa tra 100 e 600 m s.l.m..
Lactuca virosa L. - Lattuga velenosa: il becco dell'achenio è lungo come il corpo; l'altezza varia da 3 a 15 dm; il ciclo biologico è annuale o bienne; la forma biologica è terofita scaposa (T scap) o anche emicriptofita bienne (H bienn); il tipo corologico è Mediterraneo - Atlantico; l'habitat tipico sono gli incolti, i vecchi muri e lungo le vie; la distribuzione sul territorio italiano è completa fino ad una altitudine di 1.100 m s.l.m..
- 3B: il colore degli acheni varia da grigio a bruno;

- 5A: le infiorescenze sono simili a spicastri allungati; il colore degli acheni è bruno pallido;

Lactuca saligna L. - Lattuga salcigna: l'altezza varia da 3 a 10 dm; il ciclo biologico è annuale o bienne; la forma biologica è terofita scaposa (T scap) o anche emicriptofita bienne (H bienn); il tipo corologico è Euri-Mediterraneo / Turanico; l'habitat tipico sono gli incolti, i muri e lungo le vie; la distribuzione sul territorio italiano è completa fino ad un'altitudine di 1.000 m s.l.m..
- 5B: le infiorescenze sono simili a piramidi; il colore degli acheni varia da grigio a grigiastro;

Lactuca sativa L. - Lattuga coltivata: le foglie sono disposte in modo perpendicolare al suolo; le brattee dell'involucro sono erette in fase di fruttificazione; gli acheni sono glabro-verrucosi all'apice; l'altezza varia da 3 a 10 dm; il ciclo biologico è bienne; la forma biologica è emicriptofita bienne (H bienn); il tipo corologico è di origine incerta; l'habitat tipico sono i coltivi; la distribuzione sul territorio italiano è completa fino ad un'altitudine di 1.500 m s.l.m..
Lactuca serriola L. - Lattuga selvatica: le foglie sono disposte in modo parallelo rispetto ai raggi del sole; le brattee dell'involucro sono patenti o deflesse in fase di fruttificazione; il colore degli acheni è grigiastro e nella parte superiore del corpo sono cigliati; l'altezza varia da 3 a 12 dm; il ciclo biologico è annuale o bienne; la forma biologica è terofita scaposa (T scap) o anche emicriptofita bienne (H bienn); il tipo corologico è Euri-Mediterraneo / Sud Siberiano; l'habitat tipico sono gli incolti, le vigne e lungo le vie; la distribuzione sul territorio italiano è completa fino ad una altitudine di 800 m s.l.m..
- 2B: i fiori sono colorati di azzurro (o violaceo o bluastro);

Lactuca perennis L. - Lattuga rupestre: il corpo dell'achenio è 1,5 volte più lungo che largo; il diametro dei capolini è di 3 - 4 cm; l'altezza varia da 3 a 9 dm; il ciclo biologico è perenne; la forma biologica è emicriptofita scaposa (H scap); il tipo corologico è Euri-Mediterraneo Occidentale; l'habitat tipico sono le rupi, le pietraie e i muri; la distribuzione sul territorio italiano è relativa alla sola parte continentale fino ad una altitudine compresa tra 100 e 1.500 m s.l.m..
Lactuca tenerrima Pourret - Lattuga occidentale: il corpo dell'achenio è 3 volte più lungo che largo; il diametro dei capolini è di 1 - 2 cm; l'altezza varia da 2 a 6 dm; il ciclo biologico è perenne; la forma biologica è emicriptofita scaposa (H scap); il tipo corologico è Ovest-Mediterraneo Orofita; l'habitat tipico sono le rupi, le pietraie e i muri; la distribuzione sul territorio italiano è relativa alla Valle d'Aosta fino ad una altitudine compresa tra 300 e 800 m s.l.m..
- 1B: gli acheni sono privi di becco;

Lactuca plumieri (L.) Gren. et Godt. - Cicerbita di Plumier: l'altezza varia da 4 a 12 dm; il ciclo biologico è perenne; la forma biologica è emicriptofita scaposa (H scap); il tipo corologico è Ovest-Europeo Orofita; l'habitat tipico sono le rupi, le pietraie e i muri; la distribuzione sul territorio italiano è relativa alla Valle d'Aosta fino ad una altitudine di 1.500 m s.l.m..

#### Specie della zona alpina
Della dozzina di specie spontanee della flora italiana 8 vivono sull'arco alpino. La tabella seguente mette in evidenza alcuni dati relativi all'habitat, al substrato e alla distribuzione delle specie alpine.
| Specie | Comunità vegetali | Piani vegetazionali | Substrato  | pH     | Livello trofico | H2O   | Ambiente          | Zona alpina                             |
| --- | ----------------- | ------------------- | ---------- | ------ | --------------- | ----- | ----------------- | --------------------------------------- |
| L. perennis | 9                 | collinare montano   | Ca - Ca/Si | basico | basso           | arido | C1 C2 C3 F2       | tutto l'arco alpino (escl. CO)          |
| L. quercina subsp. quercina | 14                | collinare           | Ca         | basico | alto            | secco | C6 F7 G4 I2 I3    | CN                                      |
| L. saligna | 2                 | collinare           | Ca - Ca/Si | basico | alto            | arido | B1 B2             | tutto l'arco alpino (escl. TO VC VA)    |
| L. sativa | 2                 | collinare montano   | Ca - Si    | neutro | alto            | medio | B2 B9             | tutto l'arco alpino                     |
| L. serriola | 5                 | collinare montano   | Ca - Ca/Si | basico | medio           | secco | B1 B2 B5 C5 F7    | tutto l'arco alpino                     |
| L. tenerrima | 3                 | collinare           | Ca - Si    | neutro | basso           | arido | C2 C3             | TO                                      |
| L. viminea subsp. chondrilliflora | 3                 | collinare montano   | Ca - Ca/Si | basico | basso           | arido | B1 B2 B5 C2 F6    | CN ? TO ?                               |
| L. viminea subsp. viminea | 9                 | collinare montano   | Ca - Ca/Si | basico | basso           | arido | B1 B2 B5 C2 F6    | CN TO AO VC                             |
| L. virosa | 5                 | collinare montano   | Ca - Si    | neutro | alto            | arido | B1 B2 B5 B9 C2 C3 | tutto l'arco alpino (escl. VA VC BL UD) |
| Legenda e note alla tabella. Substrato con “Ca/Si” si intendono rocce di carattere intermedio (calcari silicei e simili); vengono prese in considerazione solo le zone alpine del territorio italiano (sono indicate le sigle delle province). Comunità vegetali: 2 = comunità terofitiche pioniere nitrofile; 3 = comunità delle fessure, delle rupi e dei ghiaioni; 5 = comunità perenni nitrofile; 9 = comunità a emicriptofite e camefite delle praterie rase magre secche; 11 = comunità delle macro- e megaforbie terrestri; 14 = comunità forestali Ambienti: B1 = campi, colture e incolti; B2 = ambienti ruderali, scarpate; B3 = siepi e margini dei boschi; B5 = rive, vicinanze corsi d'acqua; B6 = tagli rasi forestali, schiarite, strade forestali; B9 = coltivi umani; C1 = ambienti sabbiosi, affioramenti rocciosi; C2 = rupi; C3 = ghiaioni, morene e pietraie; C5 = cave di ghiaia e pietra; C6 = schiarite di boschi e strade forestali; D2 = bordi dei ruscelli; F2 = praterie rase, prati e pascoli dal piano collinare al subalpino; F6 = vallette nivali; F7 = margini erbacei dei boschi; G2 = praterie rase dal piano collinare a quello alpino; G4 = arbusteti e margini dei boschi; H1 = ontaneti verdi, saliceti subalpini; I1 = boschi di conifere; I2 = boschi di latifoglie; I3 = querceti; :I5 = rimboschimenti e boschi secondari submediterranei |                   |                     |            |        |                 |       |                   |                                         |

### Specie Euro-Mediterranee
In Europa e nell'areale del Mediterraneo sono presenti le seguenti specie (a parte quelle della flora spontanea italiana):
- Lactuca acanthifolia (Willd.) Boiss., 1875 - Distribuzione: Grecia e Anatolia
- Lactuca aculeata  Boiss. & Kotschy, 1875 - Distribuzione: Anatolia e Asia mediterranea
- Lactuca alpestris  (Gand.) Rech. f., 1943 - Distribuzione: Isola di Creta
- Lactuca cyprica  (Rech. f.) N. Kilian & Greuter, 2003 - Distribuzione: Isola di Cipro
- Lactuca fenzlii  N. Kilian & Greuter, 2003 - Distribuzione: Anatolia
- Lactuca georgica  Grossh., 1922 - Distribuzione: Europa Orientale, Transcaucasia e Anatolia
- Lactuca glareosa  Boiss., 1875 - Distribuzione: Anatolia
- Lactuca gorganica  Rech. f. & Esfand., 1950 - Distribuzione: Transcaucasia
- Lactuca haimanniana  E. A. Durand & Barratte, 1910 - Distribuzione: Libia
- Lactuca hispida  DC., 1838 - Distribuzione: Europa Orientale, Penisola Balcanica, Transcaucasia e Anatolia
- Lactuca intricata  Boiss., 1844 - Distribuzione: Grecia e Anatolia
- Lactuca kemaliya  Yild., 2010 - Distribuzione: Anatolia
- Lactuca microcephala  DC., 1838 - Distribuzione: Anatolia e Asia mediterranea
- Lactuca orientalis  (Boiss.) Boiss., 1875 - Distribuzione: Transcaucasia, Anatolia, Asia mediterranea e Egitto
- Lactuca oyukludaghensis  (Parolly) N. Kilian & Parolly, 2008 - Distribuzione: Anatolia
- Lactuca palmensis  Bolle, 1859 - Distribuzione: Isole Canarie
- Lactuca plumieri  (L.) Gren. & Godr., 1850 - Distribuzione: Europa
- Lactuca rechingeriana  (Tuisl) N. Kilian & Greuter, 2006 - Distribuzione: Anatolia
- Lactuca reviersii  Litard. & Maire, 1931 - Distribuzione: Marocco
- Lactuca scarioloides  Boiss., 1849 - Distribuzione: Anatolia
- Lactuca singularis  Wilmott, 1930 - Distribuzione: Spagna
- Lactuca takhtadzhianii  Sosn., 1941 - Distribuzione: Transcaucasia
- Lactuca tatarica  (L.) C. A. Mey., 1831 - Distribuzione: Europa Orientale, Transcaucasia e Anatolia
- Lactuca tetrantha  B. L. Burtt & P. H. Davis, 1949 - Distribuzione: Isola di Cipro
- Lactuca tuberosa  Jacq., 1870 - Distribuzione: Penisola Balcanica, Europa Orientale, Transcaucasia, Anatolia e Asia mediterranea
- Lactuca undulata  Ledeb., 1830 - Distribuzione: Transcaucasia, Anatolia e Asia mediterranea
- Lactuca watsoniana  Trel., 1897 - Distribuzione: Isole Azzorre

### Sinonimi
L'entità di questa voce ha avuto nel tempo diverse nomenclature. L'elenco seguente indica alcuni tra i sinonimi più frequenti:
- Bunioseris Jord.
- Cephalorrhynchus  Boiss.
- Cyanoseris  (W.D.J.Koch) Schur
- Lactucella  Nazarova
- Lactucopsis  Sch.Bip. ex Vis.
- Lagedium  Soják
- Mulgedium  Cass.
- Mycelis  Cass.
- Phaenixopus  Cass.
- Phoenicopus  Spach
- Pterocypsela  C.Shih
- Scariola  F.W.Schmidt
- Wiestia  Sch.Bip.

## Altre notizie
La specie più nota è la lattuga (Lactuca sativa), con le sue numerose varietà.
Molte specie appartenenti a questo genere sono erbe infestanti comuni, annuali o perenni.
La specie non commestibili possono contenere elementi amari, altri contengono un succo lattiginoso. Sono a volte presenti in piante non commestibili sostanze attive nei confronti del sistema nervoso (effetto sedativo), in quelle alimentari l'effetto è pure presente, ma in entità poco rilevante.
Le varie specie appartenenti al genere Lactuca sono utilizzate come piante alimentari per le larve di alcune specie di Lepidotteri.